# 꿈꾸는 낙원
《꿈꾸는 낙원》(영어: Fantasy Island)은 ABC에서 1977년 1월 14일부터 1984년 5월 19일까지 방영된 미국의 판타지 드라마 텔레비전 시리즈이다. 리카르도 몬탈반이 프랑스령 기아나에 위치한 한 신비한 섬을 관리하는 수수께끼의 인물 미스터 로크 역을, 에르베 빌셰즈가 사이드킥인 조수 타투 역을 맡았다. 이 섬을 찾은 손님들은 각자의 판타지를 경험하면서 그 대가를 치르게 된다.
1998년 ABC에서 맬컴 맥다월과 메이천 에이믹 주연으로 시리즈를 부활시켜 1월 23일부터 9월 26일까지 총 1시즌 13화를 방영하였다. 2020년 2월 14일 마이클 페냐와 매기 큐가 주연한 동명 프리퀄 영화가 개봉하였다. 폭스에서 연속성을 갖는 로즐린 샌체즈 주연 동명 후속작을 2021년 8월 10일부터 2023년 5월 8일까지 총 2시즌 23화 방영하였다.